# Khemais Labidi
Khemais Labidi (ur. 30 sierpnia 1950) – tunezyjski piłkarz występujący na pozycji pomocnika. Uczestnik Mistrzostw Świata 1978.

## Kariera klubowa
Podczas Mistrzostw Świata 1978 reprezentował barwy klubu JS Kairouan. Grał też w Al-Wehda.

## Kariera reprezentacyjna
W reprezentacji Tunezji uczestniczył w zakończonych sukcesem eliminacjach Mistrzostw Świata 1978. Na Mundialu wystąpił we wszystkich trzech meczach grupowych z: reprezentacją Meksyku, reprezentacją RFN i reprezentacją Polski.